# Crisis por la abdicación de Eduardo VIII

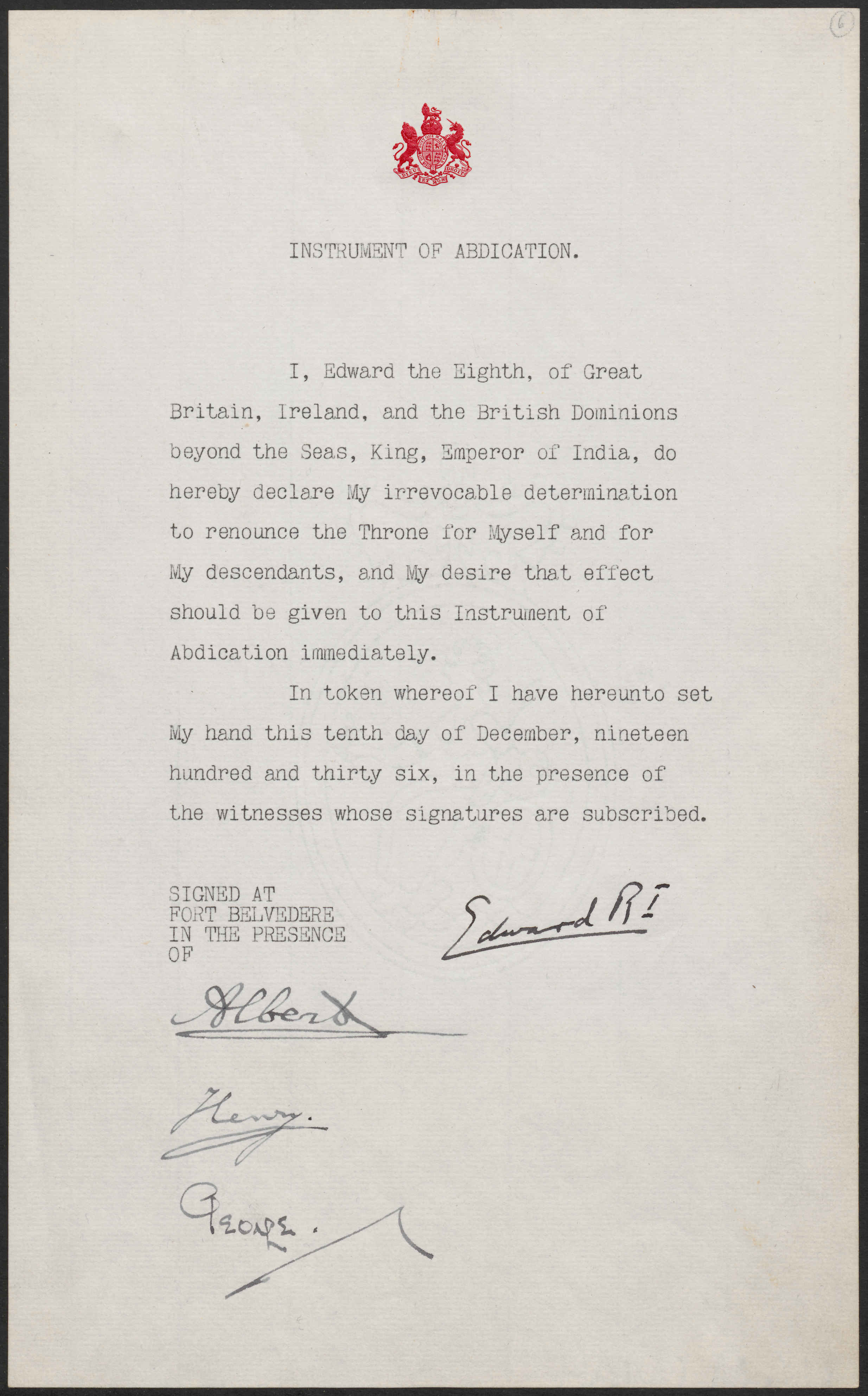
Documento legal mediante el cual Eduardo VIII anunció su abdicación, firmado por él y sus tres hermanos.

Se denomina crisis por la abdicación a una serie de conflictos políticos y legales ocurrieron en el Imperio británico en 1936, causados por la  decisión del rey Eduardo VIII de casarse con Wallis Simpson, una celebridad social estadounidense que se había divorciado de su primer marido y estaba en vías de divorciarse de su segundo marido.
Los gobiernos del Reino Unido y de los dominios de la Mancomunidad Británica de Naciones manifestaron su oposición al matrimonio. Se plantearon objeciones religiosas, legales, políticas y morales. Como monarca británico, Eduardo era el jefe nominal de la Iglesia de Inglaterra, que no permitía que las personas divorciadas se volvieran a casar mientras el cónyuge anterior estuviera vivo, por lo que la opinión más extendida era que el rey no podía casarse con Wallis Simpson y, al mismo tiempo, permanecer en el trono. La señora Simpson era considerada como una consorte política y socialmente inadecuada debido a sus dos matrimonios fallidos. La presunción generalizada entre el establishment era que la guiaba su interés en el dinero o la posición y no el amor por el rey. A pesar de la oposición, Eduardo declaró que amaba a la señora Simpson y pretendía casarse con ella tanto si los gobiernos aprobaban el enlace como si no.
La resistencia general para aceptar a Wallis Simpson como consorte del rey y la negativa de Eduardo a abandonarla condujeron a su abdicación en diciembre de 1936. Es el único monarca británico que ha renunciado voluntariamente al trono desde el periodo anglosajón. Le sucedió su hermano Alberto, quien tomó el nombre de Jorge VI. Tras su abdicación, Eduardo recibió el título de duque de Windsor con el tratamiento de Su Alteza Real y se casó con la señora Simpson al año siguiente. Permanecieron casados hasta la muerte de Eduardo, 35 años más tarde.

## Eduardo y Wallis Simpson

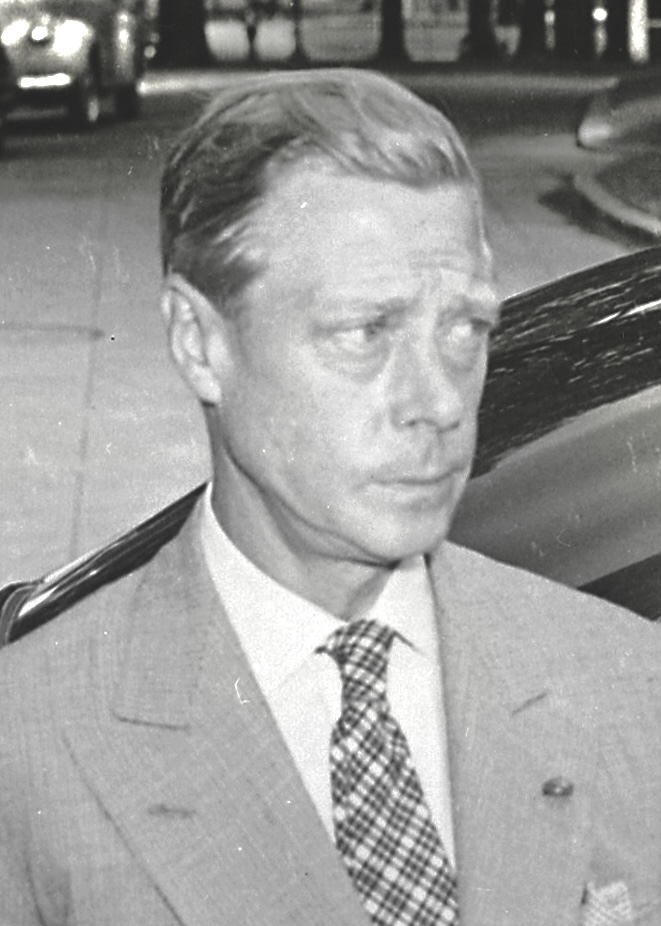
Eduardo en 1945.

Jorge V del Reino Unido murió el 20 de enero de 1936 y su hijo mayor le sucedió como Eduardo VIII. Este último era soltero, pero durante los últimos años se hacía acompañar en los eventos sociales privados por Wallis Simpson, la esposa estadounidense de Ernest Aldrich Simpson, un ejecutivo de transporte marítimo. El señor Simpson era el segundo marido de Wallis; su primer matrimonio con Win Spencer, un piloto de la Marina de los Estados Unidos, había terminado en divorcio en 1927. Durante 1936, la señora Simpson asistió a muchos eventos oficiales como invitada del rey, pero aunque su nombre apareció regularmente en la circular de la corte, el nombre de su marido brilló por su ausencia. En el verano de ese año, Eduardo evitó la tradicional y prolongada estancia en Balmoral y optó en su lugar por pasar las vacaciones con Wallis Simpson en el Mediterráneo oriental a bordo del yate de vapor Nahlin. La prensa americana y la europea cubrieron ampliamente el crucero, pero la prensa británica mantuvo un silencio autoimpuesto sobre el viaje. Sin embargo, los canadienses y los expatriados británicos, que tenían acceso a los reportajes extranjeros, se escandalizaron en gran medida por la cobertura.
En octubre se rumoreó en los círculos de la alta sociedad británica y en el extranjero que el rey pretendía casarse con Wallis Simpson en cuanto ella estuviera libre. Para el final de ese mes, la crisis llegó a un punto álgido cuando la señora Simpson solicitó el divorcio y la prensa estadounidense anunció que el matrimonio era inminente. El 13 de noviembre, Eduardo recibió una misiva de Alec Hardinge, su secretario privado, que decía: «el silencio de la prensa británica sobre el tema de la amistad de Su Majestad con Simpson no va a mantenerse [...] A juzgar por las cartas de los súbditos británicos que viven en el extranjero, donde la prensa ha sido explícita, el efecto será desastroso». Los ministros británicos sabían que Hardinge le había escrito al rey y es posible que lo ayudaran a redactar la carta.
El 16 de noviembre de ese año , Eduardo invitó al primer ministro Stanley Baldwin al Palacio de Buckingham y le informó que tenía la intención de casarse. En respuesta, Baldwin le contestó que el matrimonio no sería aceptado por el pueblo y le dijo: «[...] la reina se convierte en la reina del país. Por tanto, en la elección de una reina la voz del pueblo debe ser escuchada». Stanley Bruce, el alto comisionado australiano en Londres —que además había sido primer ministro de Australia—, compartía el punto de vista de Baldwin. Después de conocer a Hardinge, Bruce le escribió a Baldwin para expresarle su horror ante la idea de un matrimonio entre el rey y Wallis Simpson. El gobernador general de Canadá, lord Tweedsmuir, informó al palacio de Buckingham y a Baldwin que los canadienses sentían un profundo afecto por el rey, pero también que la opinión pública canadiense podría mostrarse indignada si Eduardo se casaba con una divorciada.
La prensa británica guardó silencio sobre el tema hasta que Alfred Blunt, obispo de Bradford, dio un discurso a su conferencia diocesana el 1 de diciembre. Mencionó la necesidad que tiene el rey de la gracia divina y dijo: «Esperamos que tenga conciencia de su necesidad. Algunos de nosotros deseamos que dé signos más positivos de estar consciente». La prensa tomó el sermón como el primer comentario público de una persona destacada sobre la crisis y se convirtió en noticia de portada al día siguiente. No obstante, cuando le preguntaron más tarde sobre el asunto, el obispo afirmó que en el momento en que escribió el discurso no había oído de Wallis Simpson.
El 3 de diciembre, por recomendación de los asesores personales de Eduardo, la señora Simpson salió de Gran Bretaña con destino al sur de Francia; el propósito del viaje era escapar de la intensa atención de la prensa. Ambos estaban destrozados por la separación. En medio de una llorosa despedida, el rey le dijo: «nunca podría dejarte».

## Oposición
La oposición a Eduardo VIII y a su matrimonio con Wallis Simpson provino de diferentes direcciones:

### Social
El deseo de Eduardo de modernizar la monarquía y hacerla más accesible, aunque era apreciado por muchas personas, causaba temor dentro del establishment británico. También provocó malestar entre la aristocracia, porque trataba sus tradiciones y ceremonias con desdén y muchos se sentían ofendidos por su rechazo a las normas y costumbres sociales.

### Religiosa
Eduardo fue el primer monarca británico que insistió en su propósito de casarse con una mujer divorciada o, incluso, en pretender un matrimonio en el que cualquiera de los cónyuges estuviera divorciado. A pesar de que Enrique VIII separó la Iglesia de Inglaterra de la Iglesia católica con el fin de conseguir la anulación de su primer matrimonio, nunca se divorció, ya que todos sus anteriores matrimonios fueron previamente anulados. Cuando Eduardo provocó la crisis, la Iglesia de Inglaterra seguía sin permitir que las personas divorciadas se volvieran a casar estando en vida el cónyuge anterior. El punto de vista consensuado era que el rey no podría permanecer en el trono si se casaba con Wallis Simpson, una divorciada que tendría dos exmaridos vivos, algo que entraría en conflicto con su papel ex officio como gobernador supremo de la Iglesia de Inglaterra.

### Legal
El primer divorcio de Wallis, que se llevó a cabo en los Estados Unidos por motivos de «incompatibilidad emocional», no era reconocido por la Iglesia de Inglaterra y si se hubiera disputado en los tribunales ingleses posiblemente no habría sido reconocido bajo la ley inglesa. En ese momento, la Iglesia y la ley británica consideraban el adulterio como único motivo de divorcio. En consecuencia, bajo este argumento, su segundo matrimonio sería considerado bígamo e inválido y así con un posible tercer matrimonio.

### Moral
Los ministros y la familia real estimaban que los antecedentes y el comportamiento de Wallis Simpson eran inaceptables para una reina. En la sociedad circulaban rumores e insinuaciones acerca de ella. Incluso le dijeron a la madre del rey, la reina viuda María, que era probable que la señora Simpson tuviera algún tipo de control sexual sobre Eduardo, porque lo habría liberado de una disfunción sexual indefinida a través de prácticas aprendidas en un burdel chino. Esta opinión era compartida parcialmente por Alan Campbell Don, capellán del arzobispo de Canterbury, quien escribió que sospechaba que el rey era «sexualmente anormal, habida cuenta del control que la Sra. S. tiene sobre él». El mismo Philip Ziegler, biógrafo oficial de Eduardo VIII, señaló: «debe de haber existido algún tipo de relación sadomasoquista [...] [Eduardo] se deleitaba con el desprecio y la intimidación que ella le otorgaba».
Los detectives de la policía que seguían a Wallis Simpson informaron que al mismo tiempo que estaba involucrada con Eduardo, también mantuvo una relación de tipo sexual con Guy Trundle, un vendedor de automóviles casado, que «se decía era empleado de la Ford Motor Company». Esta información, que no se reveló públicamente hasta 2003, pudo ser transmitida a las figuras superiores del establishment, incluidos los miembros de la familia real. Además, se ha sugerido la existencia de un tercer amante: Edward FitzGerald, duque de Leinster. Joseph Kennedy, embajador estadounidense en el Reino Unido, la describió como una «ramera»; y su esposa, Rose Kennedy, se negó a cenar con ella. Sin embargo, Eduardo tal vez no era consciente de lo que se decía o simplemente decidió ignorarlo.
Wallis producía en las personas la impresión de que perseguía al rey por su dinero; el asistente personal de Eduardo escribió que ella finalmente lo dejaría después de «haber asegurado el dinero». El futuro primer ministro Neville Chamberlain escribió en su diario que era «una mujer totalmente sin escrúpulos que no está enamorada del rey, pero que lo explota para sus propios fines. Ya le ha arruinado en dinero y joyas [...]».

### Política
Cuando Eduardo visitó las deprimidas aldeas mineras de Gales, su comentario de que «algo debe hacerse [por los mineros desempleados]» causó malestar en los círculos de gobierno y la preocupación de que intentara interferir en asuntos políticos, algo que tradicionalmente evitaban los monarcas constitucionales. Ramsay MacDonald, lord presidente del consejo, escribió acerca de los comentarios del rey: «Estas imprudencias deben limitarse. Son una invasión en el campo de la política y deben vigilarse constitucionalmente». Desde que era príncipe de Gales, Eduardo se refería públicamente a los políticos de izquierda como excéntricos y daba discursos contra las políticas del gobierno. Durante su reinado continuó con su negativa a aceptar consejos de los ministros: se opuso a imponer sanciones a Italia después de que su ejército invadiera Etiopía —que en ese entonces era conocida como Abisinia—, se negó a recibir al depuesto emperador de Etiopía y decidió no apoyar a la Liga de Naciones.
Aunque los comentarios del rey aumentaron su popularidad en Gales, se volvió extremadamente impopular en Escocia tras su negativa a inaugurar una nueva ala en el Aberdeen Royal Infirmary, con la excusa de que no podía hacerlo porque estaba de luto por su padre. El día después de la apertura apareció fotografiado en los periódicos mientras disfrutaba felizmente de unas vacaciones: había rechazado el evento público para reunirse con la señora Simpson.
Los miembros del gobierno británico estaban consternados ante la propuesta de matrimonio después de recibir información de que Wallis Simpson era una agente de la Alemania nazi. La oficina de relaciones exteriores consiguió misivas filtradas de Joachim von Ribbentrop, embajador alemán en el Reino Unido, que revelaron su firme punto de vista de que la oposición al matrimonio era motivada por el deseo «de derrotar a las fuerzas germanófilas que habían trabajado a través de la señora Simpson». Se rumoreó que Wallis tuvo acceso a documentos confidenciales del gobierno que Eduardo dejó sin protección en su residencia de Fort Belvedere. Mientras el rey abdicaba, los oficiales a cargo de la protección personal de Simpson en su exilio en Francia enviaron informes a Downing Street en los que sugerían que ella podría «largarse a Alemania».
Archivos del Buró Federal de Investigaciones (FBI) de los Estados Unidos, escritos después de la abdicación, revelan una serie de afirmaciones sobre Wallis Simpson. La más perjudicial señala que en 1936, mientras estaba de romance con el rey, al mismo tiempo tenía un amorío con el embajador von Ribbentrop. La fuente del FBI —el duque Carl Alexander de Württemberg, pariente lejano de la reina María que más adelante vivió como monje en los Estados Unidos— aseveró que Simpson y Joachim von Ribbentrop tuvieron una relación y que el embajador le enviaba diecisiete claveles cada día, uno por cada ocasión que habían dormido juntos. Las afirmaciones del FBI eran sintomáticas de los rumores extremadamente dañinos que circulaban sobre la mujer que Eduardo quería convertir en reina.

### Nacionalista
Las relaciones entre el Reino Unido y los Estados Unidos eran tensas durante los años de entreguerras y la mayoría de los británicos eran reacios a aceptar a una estadounidense como reina consorte. En esa época algunos miembros de la clase alta británica menospreciaban a los estadounidenses y los consideraban socialmente inferiores. En contraste, el público estadounidense estaba claramente a favor del matrimonio, al igual que la mayor parte de la prensa del país.

## Opciones consideradas

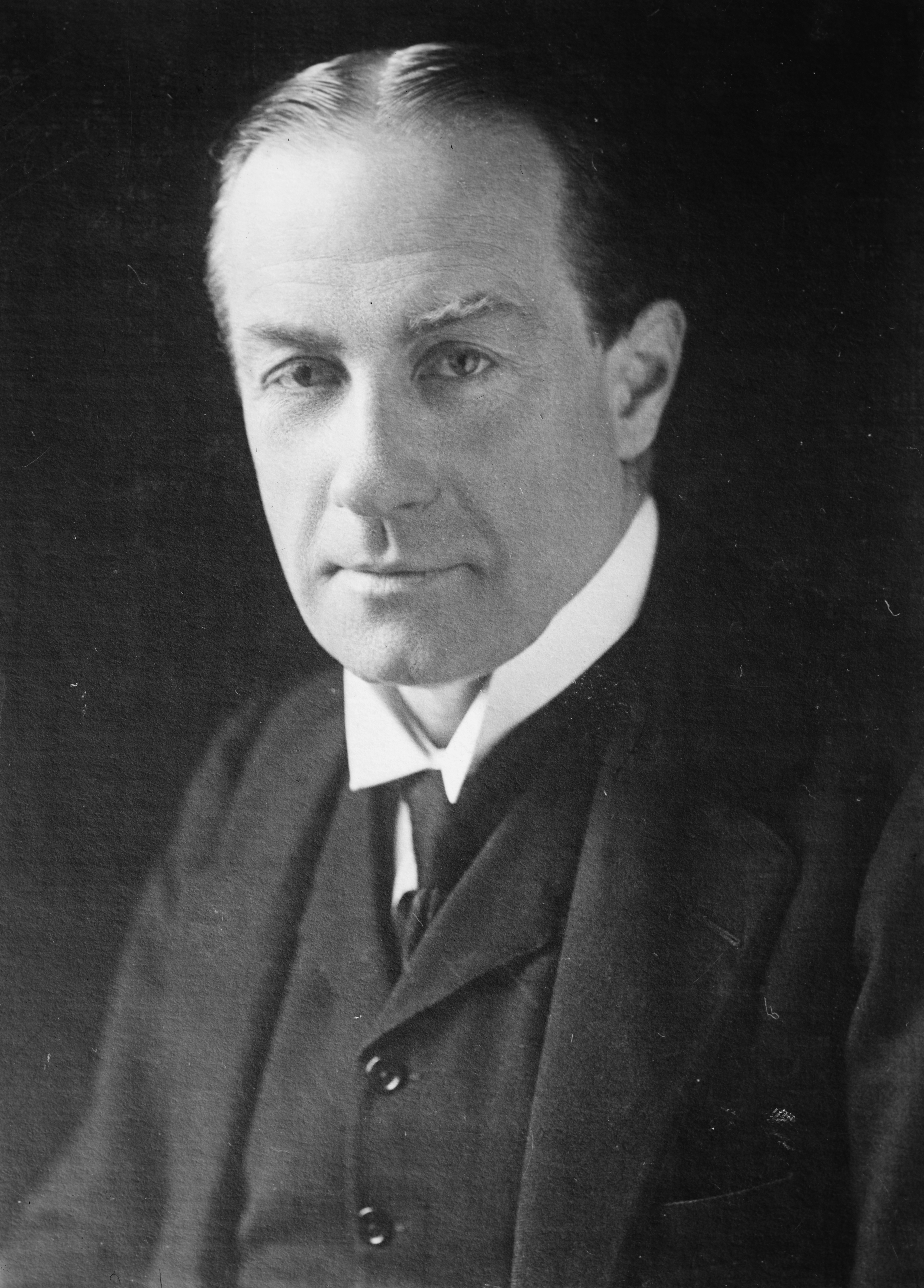
Stanley Baldwin.

Como resultado de estos rumores y argumentos, dentro del establishment británico se reforzó la convicción de que Wallis no debía convertirse en consorte real. William Lyon Mackenzie King, primer ministro de Canadá, aconsejó a Eduardo que hiciera «lo que su corazón considerara correcto»; en cambio, el resto de los miembros del gobierno canadiense le recomendó que no se casara y le instó a anteponer su deber como monarca a sus sentimientos por la señora Simpson. Mientras tanto, Stanley Baldwin, primer ministro británico, le informó explícitamente que la gente se opondría a su matrimonio y señaló que si se casaba, en directa contravención al asesoramiento de sus ministros, el gobierno podría dimitir en masa. Según contaría más tarde, el rey respondió: «Voy a casarme con la señora Simpson tan pronto como sea libre [...] Si el gobierno se opone al matrimonio, como el primer ministro me ha dado motivos para creer que lo haría, entonces estaré preparado para irme». Bajo la presión del rey y «asustado» por la sugerencia de una posible abdicación, Baldwin acordó hacer más sondeos y sugerir tres opciones a los primeros ministros de los cinco dominios en los que también reinaba Eduardo: Canadá, Australia, Nueva Zelanda, Sudáfrica y el Estado libre irlandés. 
Las opciones eran:
1. Eduardo y Simpson se casaban y ella se convertía en reina, un matrimonio real;
2. Eduardo y Simpson se casaban, pero ella no se convertía en reina, en su lugar recibía algún título de cortesía, un matrimonio morganático;
3. Eduardo abdicaba y los potenciales herederos que pudiera engendrar perderían sus derechos, lo que le permitía tomar cualquier decisión matrimonial sin más implicaciones constitucionales.

La segunda opción tenía precedentes europeos, que incluían al propio bisabuelo de Eduardo, el duque Alejandro de Württemberg, pero no tenía paralelo en la historia constitucional británica. Se consultó a los ministros de la Mancomunidad y la mayoría estuvo de acuerdo en que «no había otra opción que la alternativa 3». Mackenzie King, primer ministro de Canadá; Joseph Lyons, primer ministro de Australia; y J. B. M. Hertzog, primer ministro de Sudáfrica, se opusieron a las opciones 1 y 2. Michael Joseph Savage, primer ministro de Nueva Zelanda, rechazó la opción 1, pero pensaba que la opción 2 «podría ser posible [...] Si a lo largo de esas líneas se encontraba alguna solución factible», pero afirmó que «seguiría la decisión del gobierno local». Éamon de Valera, primer ministro del Estado libre irlandés, pretendía ser indiferente mientras remarcaba que, como país católico, el Estado libre irlandés no reconocía el divorcio. De Valera creía que si el pueblo británico no aceptaba a Wallis Simpson, entonces la única solución posible era la abdicación. El 24 de noviembre, Baldwin consultó a los tres líderes políticos de la oposición en Gran Bretaña: el líder de la oposición oficial Clement Attlee, el líder liberal sir Archibald Sinclair y Winston Churchill. Sinclair y Attlee acordaron que las opciones 1 y 2 eran inaceptables y Churchill se comprometió a apoyar al gobierno.
Sin embargo, Churchill no apoyó al gobierno. En julio había prevenido contra el divorcio a Walter Monckton, asesor legal del rey, pero su consejo se ignoró. En cuanto el problema fue del conocimiento público, Churchill comenzó a presionar a Baldwin y a Eduardo para retrasar cualquier decisión hasta que consultaran al parlamento y al pueblo. En una carta privada a Geoffrey Dawson, editor del periódico The Times, Churchill sugirió que un retraso sería beneficioso porque, pasado un tiempo, el rey podría dejar de amar a Wallis Simpson. Baldwin rechazó la solicitud de demora, presumiblemente porque prefería resolver rápidamente la crisis. Los partidarios de Eduardo denunciaron una conspiración entre Baldwin, Geoffrey Dawson y Cosmo Gordon Lang, el arzobispo de Canterbury. Bertrand Dawson, el médico real, probablemente estuvo involucrado en un plan para obligar al primer ministro a retirarse por motivos de enfermedad cardíaca, pero finalmente aceptó —ante la prueba de un electrocardiograma previo— que el corazón de Baldwin estaba sano.
El apoyo político del que disponía el rey era disperso y provenía de políticos alejados de los partidos tradicionales, como Churchill, Oswald Mosley y los comunistas. David Lloyd George también lo apoyó, aunque no le gustaba la señora Simpson, pero no desempeñó un papel activo durante la crisis porque estaba de vacaciones en Jamaica con su amante. A principios de diciembre circulaban rumores de que sus partidarios se unirían para formar el «partido del rey», que sería dirigido por Churchill; sin embargo, jamás hubo ningún esfuerzo para formar un movimiento organizado y Churchill no tenía ninguna intención de liderar uno. De cualquier forma, los rumores dañaron a Eduardo y a Churchill severamente, ya que los miembros del parlamento se horrorizaron ante la idea de que el rey interfiriera en la política.
Las cartas y diarios de personas de la clase obrera y excombatientes generalmente demuestran su apoyo al rey, mientras que los de las clases media y alta tienden a expresar indignación y desagrado. The Times, The Morning Post, el Daily Herald y los periódicos propiedad de lord Kemsley, como The Daily Telegraph, se opusieron a la boda. Por otro lado, los periódicos Daily Express y Daily Mail, propiedad de lord Beaverbrook y lord Rothermere, respectivamente, parecían apoyar un matrimonio morganático. El rey estimó que los periódicos a favor tenían una tirada de 12,5 millones y aquellos en contra de 8,5 millones.
Respaldado por Churchill y Beaverbrook, Eduardo sugirió transmitir un discurso en el que señalaría su deseo de permanecer en el trono o que sirviera para recordar que se vio obligado a abdicar por intentar contraer un matrimonio morganático con la señora Simpson. En una sección propuso decir:

Ni la señora Simpson ni yo hemos intentado insistir en que ella debería ser reina. Todo lo que deseábamos era que nuestra dicha matrimonial llevara consigo un título y una dignidad apropiados para ella, como correspondería a mi esposa. Ahora que por fin puedo hablarlo con confianza, creo que es mejor irme por un tiempo, para que puedan reflexionar con calma y tranquilamente, pero sin dilaciones indebidas, en lo que he dicho.

Baldwin y el gabinete británico bloquearon el discurso, afirmaban que podría impactar a muchas personas y que sería una grave violación de los principios constitucionales. Por convención moderna, el soberano podía actuar solo con el asesoramiento y consejo de los ministros o con la aprobación de los distintos parlamentos. En su búsqueda del apoyo del pueblo en contra del gobierno, Eduardo optó por oponerse a los consejos de sus ministros y en cambio actuar como un particular. Los ministros británicos opinaban que con el discurso propuesto había revelado su actitud desdeñosa hacia las convenciones constitucionales y amenazado la neutralidad política de la corona.
El 5 de diciembre, después de que le informaran que no podía mantenerse en el trono casado con Wallis Simpson y que le bloquearan su solicitud de transmitir al Imperio británico «su versión de la historia» por motivos constitucionales, Eduardo eligió la tercera opción.

## Maniobras legales
Después de la audiencia de divorcio de la señora Simpson el 27 de octubre de 1936, su abogado, John Theodore Goddard, estaba preocupado ante la posibilidad de una intervención «patriótica» de los ciudadanos —un recurso legal para bloquear el divorcio— y de que esa intervención resultara exitosa. Los tribunales no podían conceder el divorcio colaborativo —una disolución del matrimonio por mutuo consentimiento—, por lo que el caso se manejó como si se tratara de un divorcio indefendible o necesario, por faltas cometidas en contra de Wallis Simpson, con ella como la parte inocente y afectada. La acción de divorcio no funcionaría si la intervención de los ciudadanos demostraba que la pareja se había confabulado, por ejemplo, realizando un montaje para aparentar el adulterio del marido y que así Wallis pudiera casarse con alguien más. El lunes 7 de diciembre de 1936, el rey escuchó que Goddard planeaba volar al sur de Francia para encontrarse con la señora Simpson, lo convocó a su presencia y le prohibió expresamente hacer el viaje porque temía que la reunión pudiese sembrar dudas en la mente de Wallis. Después de la reunión con Eduardo, el abogado acudió inmediatamente a Downing Street para ver a Baldwin, como resultado de la entrevista se le proporcionó un avión que lo llevó directamente a Cannes.
Al llegar a Francia, Goddard le advirtió a su cliente que si la intervención de los ciudadanos surgía era probable que tuviera éxito. Según el abogado, era su deber aconsejarle que retirara la petición de divorcio. Wallis Simpson se negó, pero telefoneó a Eduardo para informarle que estaba dispuesta a dejarlo para que pudiera seguir siendo rey. Sin embargo, era demasiado tarde; el rey estaba hecho a la idea de irse, incluso si no podía casarse. Con la creencia de que la abdicación era inevitable, haciendo acopio de fuerza, Goddard afirmó que: «[su] cliente estaba dispuesta a hacer cualquier cosa para aliviar la situación, pero el otro extremo de la cancha [Eduardo VIII] estaba empecinado».
Goddard tenía un corazón débil y nunca antes había volado, por lo que pidió a su médico, William Kirkwood, que lo acompañara en el viaje. Como Kirkwood era residente en un hospital de maternidad, su presencia dio lugar a especulaciones falsas de que Wallis Simpson estaba embarazada e incluso de que había abortado. La prensa informó con excitación que el abogado había visitado a Simpson acompañado por un ginecólogo y un anestesiólogo —de hecho, el supuesto anestesiólogo era un empleado del jurista—.

## Abdicación

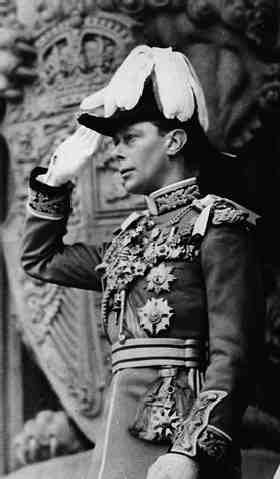
Jorge VI en Ottawa.

El 10 de diciembre de 1936, en Fort Belvedere, Eduardo VIII redactó el documento donde notificaba su abdicación en presencia de sus tres hermanos menores: el príncipe Alberto, duque de York —que lo sucedió como Jorge VI—; el príncipe Enrique, duque de Gloucester; y el príncipe Jorge, duque de Kent. Al día siguiente se le dio forma legislativa por medio de una ley especial del parlamento —Ley de la Declaración de Abdicación de Su Majestad de 1936—. Según los cambios que introdujo el Estatuto de Westminster en 1931, la corona única para todo el Imperio británico había sido reemplazada por coronas múltiples, una para cada dominio, utilizadas por un monarca único en una organización entonces conocida como la Mancomunidad Británica. La abdicación requería del consentimiento de cada estado de la Mancomunidad, el que otorgaron debidamente el parlamento de Australia, que en ese momento estaba en sesión, y los gobiernos de los otros dominios, cuyos parlamentos estaban en receso. El Estado libre irlandés reconoció la abdicación del rey un día más tarde, el 12 de diciembre, mediante la Ley de Relaciones Exteriores. Finalmente, la última autorización provino de Sudáfrica, aunque declararon que la abdicación tuvo efecto allí el 10 de diciembre. El consentimiento real a estas leyes dio efecto legal a la abdicación y fue el último acto de Eduardo como rey. Como Eduardo VIII no había sido coronado, la fecha planificada para su coronación se convirtió en la de su hermano Alberto, ahora Jorge VI.
Los partidarios de Eduardo pensaban que «había sido acosado en el trono por las patrañas maliciosas de Baldwin», pero muchos miembros del establishment se sintieron aliviados con su partida. Como el propio Alan Lascelles, su asistente privado, que le dijo a Baldwin en 1927: «No puedo evitar pensar que lo mejor que podría ocurrirle a él y al país, sería que se rompiera el cuello».
El 11 de diciembre de 1936, el día en que terminó oficialmente su reinado, Eduardo hizo una declaración radial transmitida por la BBC desde el castillo de Windsor, con la finalidad de explicar a la nación y al Imperio su decisión de abdicar. Como ya no era rey, sir John Reith lo presentó como «Su Alteza Real, el príncipe Eduardo». Churchill pulió el discurso final, que era moderado en el tono y hablaba sobre la incapacidad de Eduardo para hacer su trabajo «como hubiese querido» sin el apoyo de «la mujer que amo». El reinado de Eduardo VIII duró 327 días, el más corto de cualquier monarca británico desde el polémico reinado de Juana Grey, más de 380 años antes. Al día siguiente de la emisión, dejó Gran Bretaña con destino a Austria.

## Duque y duquesa de Windsor
El 12 de diciembre de 1936, Jorge VI le otorgó a su hermano mayor el título de duque de Windsor con el tratamiento de Su Alteza Real. El 3 de mayo del año siguiente, el divorcio de la señora Simpson se hizo definitivo. El caso se manejó tranquilamente y apenas apareció en algunos periódicos. The Times, con especial disimulo, imprimió una sola frase debajo de un informe que aparentaba no tener relación, donde se anunciaba la salida de Austria del duque de Windsor. Cuando Eduardo y Wallis Simpson contrajeron matrimonio el 3 de junio de 1937,  ella se convirtió en la duquesa de Windsor. Sin embargo, para disgusto de Eduardo, el rey expidió una semana antes una patente donde negaba a Wallis el tratamiento de Su Alteza Real.
El duque de Windsor vivió retirado en Francia la mayor parte del resto de su vida. Su hermano le dio un subsidio libre de impuestos, que el duque complementó con las regalías por escribir sus memorias y el comercio ilegal de divisas. También obtuvo beneficios económicos con la venta del castillo de Balmoral y Sandringham House a su hermano Jorge. Independientemente de la abdicación, ambas fincas eran propiedad privada de Eduardo, producto de la herencia de su padre, y no formaban parte de los bienes de la corona. Durante la Segunda Guerra Mundial, Eduardo sirvió como gobernador de las Bahamas y estuvo rodeado de rumores y acusaciones de ser pronazi. Supuestamente le dijo a un conocido: «Después de que la guerra termine y Hitler aplaste a los americanos [...] tomaremos el control [...] Ellos [la Mancomunidad] no me quieren como su rey, pero pronto volveré como su líder». Le dijo además a un periodista que «sería algo trágico para el mundo que derrocaran a Hitler». Comentarios como estos reforzaron la creencia de que la pareja simpatizaba con el nazismo y que el motivo de la crisis de 1936 era forzar a un hombre con opiniones políticas extremas a dejar el trono. El duque explicó sus puntos de vista en el New York Daily News del 13 de diciembre de 1966: «[...] era del interés de Gran Bretaña y de Europa también, que Alemania se animara a atacar al Este y aplastara al comunismo para siempre [...]. Pensé que el resto de nosotros podría mantenerse neutral, mientras que los nazis y los rojos peleaban». No obstante, las afirmaciones de que Eduardo era considerado una amenaza o que lo removieron por medio de una conspiración política son solamente especulaciones y según Philip Williamson: «Persisten en gran medida porque, desde 1936, las opiniones públicas de esa época perdieron la mayor parte de su fuerza y así parecen, erróneamente, proporcionar una explicación insuficiente para la partida del rey».